# 丹黄耆
丹黄耆（学名：Astragalus danicus）是豆科黄芪属的植物。分布在北美、俄罗斯、欧洲、蒙古以及中国大陆的内蒙古等地，生长于海拔500米至2,000米的地区，常生于草地以及向阳的山坡上。

## 别名
丹黄耆（东北植物检索表）